# Maria Seelenberg (Eggenthal)

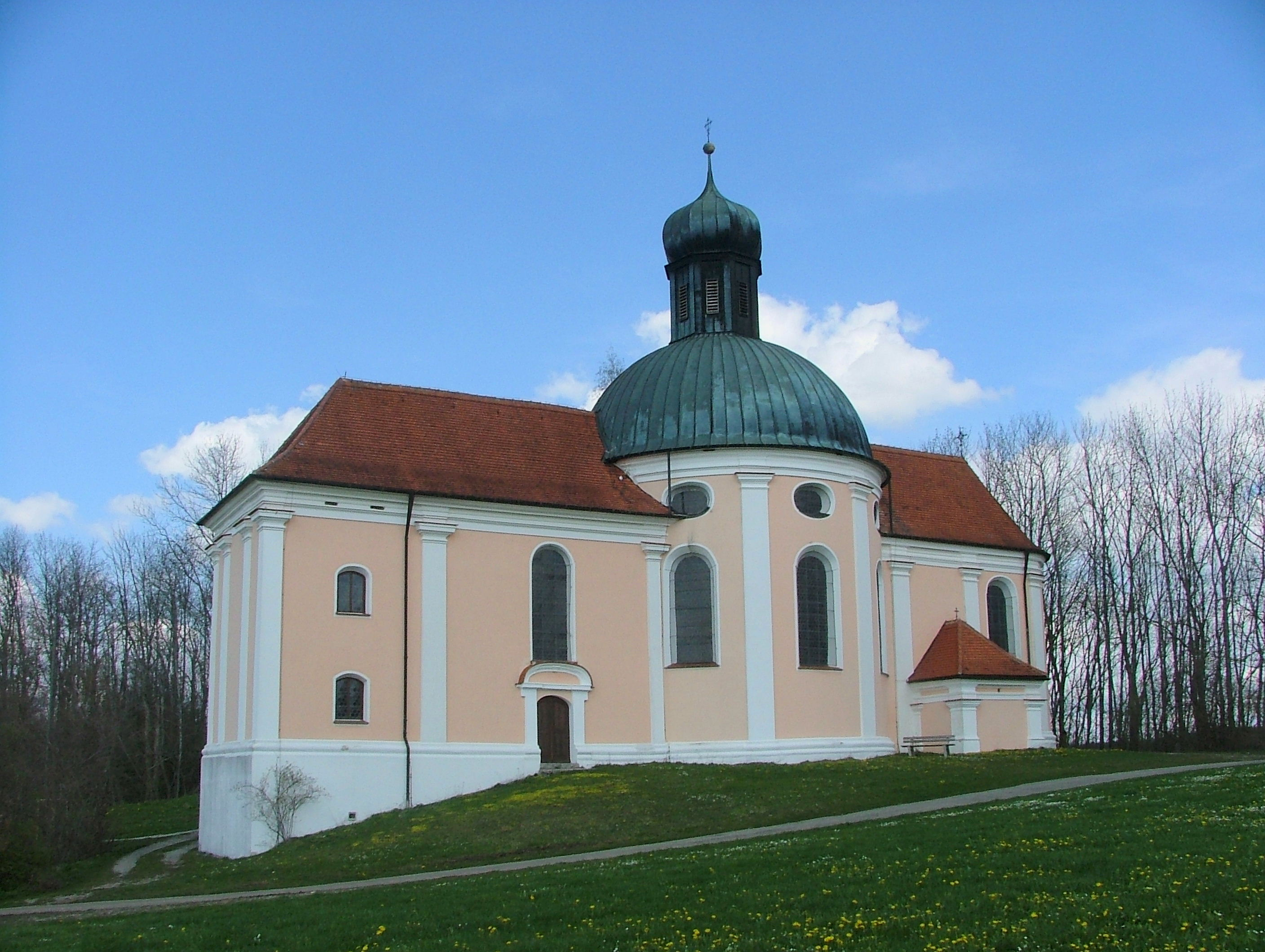
Maria Seelenberg

Die Wallfahrtskapelle Maria Seelenberg ist eine 1645 gegründete Kirche auf dem Seelenberg bei Eggenthal im Ostallgäu. Die Kapelle steht unter Denkmalschutz und gilt als eines der Wahrzeichen des Ortes Eggenthal.

## Lage
Die Kapelle liegt südlich des Ortes auf einem Hügel, der ehemals ein Burgstall der Ortsherren von Eggenthal war.

## Geschichte
Die Kirche steht neben dem 1628 errichteten Pestfriedhof, der noch immer als Friedhof genutzt wird. Der Gründungslegende zufolge errichteten Kinder „unter Anleitung des Zimmerers Fürschneider“ im Jahr 1645 eine bescheidene Marienkapelle aus Holz und Steinen, die nach 30 Jahren verfiel. 1683 wurde ein Neubau aus Stein erbaut. Es begann eine rege zunehmende Marien-Wallfahrt zur Kapelle, die bald zu klein wurde. 1697 wurde die Kapelle erneuert und die heute dominierende Rotunde an den Chor angebaut. Der Bau war 1702 vollendet und wurde 1704 geweiht. 1710 wurde am Langhaus eine Mönchswohnung angebaut, die den Irseer Mönchen als Wohnung diente. Darunter gelegen war ein Schulraum.
Restaurierungen fanden zuletzt in den Jahren 1982/83 statt, die Außenanlage wurde 2011 neu gestaltet.

## Ausstattung
Die Ausmalung der Kapelle wurde 1758 vom Eggenthaler Maler Franz Xaver Bernhard geschaffen. Der Mittelpunkt des Doppelaltars ist die Holzfigur einer thronenden Madonna mit Kind aus der Mitte des 15. Jahrhunderts. Im Altarblatt des oberen Altars ist das Thema der Wallfahrt zu sehen: Maria als Gottesmutter, Christus im Grab, darunter die armen Seelen im Fegefeuer. Ein Bauer auf dem Feld verlässt seinen Pflug und nimmt an der von einem Priester zelebrierten Messe für die armen Seelen teil, während ein Engel seinen Pflug weiterführt.
In der Kuppel sind Christi Tod am Kreuz und die Auferstehung dargestellt.
Vom Dorf Eggenthal zur Kapelle führt ein Kreuzweg mit drei in Nischenbauten eingerichteten Stationen aus dem 18. Jahrhundert. Die Kapelle und der Kreuzweg sind eingetragene Baudenkmäler, der nördlich der Kapelle gelegene Pestfriedhof ist ein in der bayerischen Denkmalliste eingetragenes Bodendenkmal.